# Питирим (Старинський)
Питири́м Старинський (офіційно Микола Петрович Старинський; нар. 6 березня 1944, Червоні Яри) — український релігійний діяч, активіст опору атеїстичній диктатурі СССР у 1970—1980-х роках. В'язень сумління[джерело?].
Єпископ Української православної церкви; архієрей УПЦ МП, митрополит Миколаївський і Очаківський. З 1993 року очолив Миколаївську єпархію УПЦ МП. За даними OSINT-розслідування групи Molfar є громадянином Росії.

## Біографія

### Юність
Микола Петрович Старинський народився 6 березня 1944 року в селі Червоні Яри Таращанського району Київської області в родині священика. Микола був єдиною дитиною в родині. Коли Микола був юнаком, його батько служив на бідних сільських приходах. Більше 20 років Петро Старинський був настоятелем Різдво-Богородицького храму села Журавлиха Таращанського району Київської області. У своєму інтерв'ю електронному інформаційному ресурсу «Українська Православна Церква» під заголовком «Я краще за багатьох знаю, що таке свобода» Владика Питирим каже, що народився у самій Таращі, хоча на сайті цього ж електронного інформаційного ресурсу у короткій біографічній довідці зазначено, що Митрополит Миколаївський і Вознесенський Питирим народився в селі Червоні Яри Таращанського району Київської області. Оскільки приход був на честь Святителя Миколая, батько назвав сина Миколою. Микола Петрович Старинський носив це ім'я більше двадцяти років. У Таращанському районі священників було мало. Навколо села Журавлиха у радіусі 12 кілометрів було десь 20 сіл, і Петро Старинський всі ці села окормляв. Владика Питирим і досі пам'ятає, як вони з батьком об'їжджали всю цю «маленьку єпархію». Микола брав участь у кожному богослужінні. Мати Миколи була глибоковіруючої людиною, вихованою у патріархальному дусі.
Протягом 1951–1961 років навчався в середній школі, в 1961 році закінчив Розкішнянську середню школу Ставищенського району Київської області.
Микола Старинський їде до Києва та вступає до будівельного інституту. Він навчається в інституті та працює на будівельних майданчиках. Ходить на богослужіння до Володимирського собору. Там Микола вперше бачить великодню митрополичу службу. Величне богослужіння справило на нього враження. Микола слухав пасхальні співи, стояв у куточку, та співав також. Там Старинського потім називали «позаштатний іподиякон». Микола продовжував працювати і вчитися. Іноді активісти комсомолу заводили його до приймальника і до другої-третьої години ночі «проводили бесіди», намагалися переконати Миколу в атеїзмі. Вони казали: «Дай слово, що ти до храму більше не підеш». Часто приходили люди з головного управління і над Старинським «працювали». За ці роки Микола вивчив кожний куток відділення міліції, що знаходилося на бульварі Шевченко, неподалік від храму. «Перевиховували» там багатьох православних хлопців та дівчат. Часто така молодь потрапляла на шпальти київських газет із заголовками «Чи знаєте ви, як ваш студент проводить дозвілля?»
Вже працюючи виконробом, прямо з будівельного майданчика Микола Старинський вирішив вступати до Московської духовної семінарії. Це були тяжкі роки, і коли Микола з'явився у кабінеті секретаря комітету партії Тетіївського району подавати документи з проханням про те, що він хоче бути вихованцем Московської духовної академії і семінарії, ніби «бомба вибухнула». Старинський зіпсував їм всю статистику. Владика Питирим пам'ятає, що у ті часи «чорний воронок» два тижні чергував під будинком його батьків до того часу, поки його не зарахували.
До Миколи приїхав батько та попередив сина, щоб він не приїжджав додому, тому що йому не дадуть повернутися назад. Також тодішній інспектор семінарії, теперішній владика Філарет (Вахромєєв) сказав Старинському: «Никуда не уезжай. Мы тебя пока что не зачисляем. Мы знаем, что происходит, но ты должен остаться здесь. Я тебе скажу, что делать дальше». Миколу Старинського зарахували до другого класу семінарії, оскільки з'явилися вільні місця. Це відбулося у 1964 році. Екзамени за перший клас він мав скласти пізніше.
Через півтора року навчання Микола Старинський подає прохання про його зарахування до Троїце-Сергієвої Лаври.
Коли Микола Старинський закінчив семінарію, він, вже будучи лаврським послушником, без екзаменів був прийнятий до Московської духовної академії. В академії Миколі подобалися догматичне та моральне богослов'я. Їх викладав протоієрей Олександр Вєтєлєв. Під час навчання в академії Микола Старинський захищає дисертацію на кафедрі патрології у професора Старокадомського та здобуває науковий ступінь кандидата богослов'я.
30 березня 1969 року в Троїце-Сергієвій лаврі пострижений у чернецтво. У 1969 році висвячений у сан ієродиякона.
У 1972 році Микола Старинський закінчив Московську духовну академію та був відправлений за розподілом до Київської єпархії.

### Початок служіння
Після приїзду до Київської єпархії РПЦ ієродиякон Питирим забажав бути насельником Свято-Успенської Почаївської Лаври. Але коли Питирим приїхав до Лаври, місцева влада розглядала його заяву про прописку два роки. У ті часи прописатися ченцю було великою проблемою. Рішення про прописку приймав облвиконком. Після чергової невдачі Питирим їде до міністерства внутрішніх справ СРСР та подає скаргу. Але Питириму знову відмовляють. Тоді чернець сказав, що може піти та сісти біля американського посольства, і заявити, що він потерпає від утисків за релігійні переконання. Почувши ці слова, чиновник відразу взяв печатку та зробив Питириму прописку. У 1974 році ієродиякон Питирим прийняв сан ієромонаха. А з 1976 року Питирим офіційно був визнаний лаврським насельником.
Вимушений переховуватися від переслідувань у Казахстані. Після повернення в Україну 1 березня 1982 року був заарештований прямо у Володимирському соборі міста Києва та засуджений до 6 років позбавлення волі за «антирадянську агітацію». Правозахисник вийшов на волю вже за Горбачова у 1986 році завдяки клопотанню митрополита Никодима (Руснака) перед владою. У 1986 році ієромонах Питирим прийняв сан архімандрита та призначений наставником Кременецького Богоявленського монастиря[джерело?].
З 23 лютого 1992 року — намісник Києво-Печерської Лаври.

### Архієрейське служіння
Священний синод Української православної церкви рішенням від 25 серпня 1992 року визначив архімандриту Питириму бути єпископом Хмельницьким і Кам'янець-Подільським.
26 серпня 1992 року у Хрестовоздвиженському храмі Києво-Печерської Лаври Митрополит Володимир, єпископи Херсонський і Таврійський Іларіон та Білоцерківський Іполит здійснили хіротонію архімандрита Питирима в єпископа Хмельницького і Кам'янець-Подільського.
У 1993 році Преосвященний Питирим призначений єпископом Миколаївським і Вознесенським.
2000 року возведений у сан архієпископа.
У липні 2009 року возведений у сан Митрополита.

## Нагороди
- Орден преподобного Сергія Радонезького III ступеня.
- Орден «За заслуги» II ступеня.[3]

## Погляди і праці

### Інтерв'ю
У 2002 році Владика Питирим дав інтерв'ю електронному інформаційному ресурсу «Українська Православна Церква» під заголовком «Одухотворення народу можливе лише тоді, коли є єдино стадо і єдин пастор». Бесіду провів Василь Анісімов.
У 2004 році Митрополит Миколаївський і Вознесенський Питирим (у той час ще архієпископ) дав інтерв'ю електронному інформаційному ресурсу «Українська Православна Церква». Інтерв'ю має назву «Я краще за багатьох знаю, що таке свобода». Бесіду провів Василь Анісімов.